# Okaczowo
Okaczowo (ukr. Окачеве) – wieś na Ukrainie w rejonie kowelskim, w obwodzie wołyńskim. W II Rzeczypospolitej miejscowość wchodziła w skład gminy wiejskiej Lelików w powiecie kobryńskim województwa poleskiego. Do II wojny światowej w pobliżu wsi znajdował się chutory Baszłówka, Góry oraz Kołotwiszcze, które obecnie weszły administracyjnie w skład wsi.
Do 2020 w rejonie ratnieńskim.